# CAC Winjeel
Il CAC Winjeel (in aborigeno giovane aquila) era un aereo da addestramento, monomotore, monoplano ad ala bassa, sviluppato dall'azienda aeronautica australiana Commonwealth Aircraft Corporation (CAC) nei primi anni cinquanta.
Progettato per equipaggiare le scuole di volo della Royal Australian Air Force (RAAF), venne introdotto nel 1955 rimanendo in servizio fino al 1994.

## Storia del progetto
Nel 1948, la RAAF emise la specifica No.AC.77 che prevedeva la fornitura di un nuovo aereo da addestramento triposto per sostituire i biplani de Havilland DH.82 Tiger Moth ed i monoplani CAC Wirraway nelle proprie scuole di volo. Tra le caratteristiche richieste vi era la necessità che fosse realizzato con una struttura robusta ma semplice da costruire che, unita ad una facilità di manutenzione, ne avrebbe dovuto fare un velivolo dai bassi costi di esercizio. La CAC risposte con la sua proposta di un velivolo monoplano ad ala bassa, il C-22, del quale vennero richiesti due prototipi da avviare alle valutazioni comparative.
Il nuovo velivolo presentava un'impostazione classica, monoplano ad ala bassa, dotato di un semplice carrello fisso ed equipaggiato con un motore radiale 9 cilindri a singola stella. Era inizialmente previsto che quest'ultimo fosse il CAC R-975 Cicada di propria produzione, ma dato che il suo sviluppo era solo all'inizio si optò per i più affidabili Pratt & Whitney R-985 Wasp Junior di produzione statunitense. Dopo l'iniziale valutazione del progetto, nel maggio 1949 venne stipulato un contratto per la costruzione dei due prototipi, lo sviluppo dei quali si protrasse per i successivi 18 mesi.
I due esemplari, matricola A85-618 e A85-364, che vennero battezzati Winjeel, il termine usato dagli aborigeni per indicare una giovane aquila, furono terminati nel 1950 e dopo le prove a terra ne venne autorizzata la prova in volo.
Il primo dei due esemplari realizzati, il 618, venne portato in volo per la prima volta sulla pista dell'azienda a Fisherman Bend, Port Melbourne, (Victoria), il 23 febbraio 1951 ai comandi del pilota collaudatore John Miles.

## Impiego operativo
Il primo esemplare avviato alla serie volò per la prima volta nel febbraio 1955 mentre le consegne, iniziate nel settembre dello stesso anno, proseguirono fino ad evasione totale dell'ordine nell'agosto 1957 Il primo Winjeel entrò in servizio con il No. 1 Basic Flight Training School (1 BFTS) a Uranquinty, vicino a Wagga Wagga, Nuovo Galles del Sud. Per la maggior parte della sua vita operativa, il Winjeel venne utilizzato come aereo da addestramento primario presso la RAAF Base Point Cook, nello stato federato di Victoria, dopo il trasferimento del 1 BFTS presso quella sede avvenuto nel 1958. Il Winjeel rimase in servizio con la RAAF come addestratore basico fino al 1968, quando venne sostituito dall'Aermacchi MB-326 nell'ambito della modernizzazione del proprio parco velivoli voluta dalla RAAF che prevedeva l'uso di modelli a getto in tutta la fase della formazione dei propri piloti. Tuttavia, quando i vertici della RAAF ritennero necessario ritornare all'addestramento basico con modelli ad elica, il Winjeel venne reintegrato nel suo ruolo originario mantenendolo fino al 1975, quando fu sostituito dal più moderno PAC CT/4A Airtrainer di fabbricazione neozelandese.
Dopo l'avvicendamento, alcuni Winjeels vennero utilizzati nel ruolo di Forward Air Control (FAC). Inizialmente in carico al No. 4 Flight, questi furono equipaggiati con bombe fumogene usate per segnalare gli obiettivi. Dal 1994 quattordici esemplari risultano basati alla RAAF Base Williamtown, in servizio come equipaggiamento del No. 76 Squadron, progressivamente sostituiti dal Pilatus PC-9 e radiati.
Alcuni degli esemplari sopravvissuti allo smantellamento vennero acquisiti da musei aeronautici per esporli nelle proprie collezioni, mentre quelli ancora in condizioni di volo furono ceduti sul mercato dell'aviazione generale, acquistati da utenti privati ed utilizzati nelle manifestazioni aeree come warbirds.

## Versioni
CA-22 Winjeel
prototipo, realizzato in due esemplari.
CA-25 Winjeel
sviluppo del CA-22 avviato alla produzione in serie, biposto da addestramento basico, prodotto in 62 esemplari.

## Utilizzatori
Australia
- Royal Australian Air Force